# Vasile Saftu
Vasile Saftu (n. 12 iunie 1863, Brașov, Imperiul Austriac – d. 9 aprilie 1922, Brașov, România) a fost un deputat în Marea Adunare Națională de la Alba Iulia, organismul legislativ reprezentativ al „tuturor românilor din Transilvania, Banat și Țara Ungurească”, cel care a adoptat hotărârea privind Unirea Transilvaniei cu România, la 1 decembrie 1918.

## Biografie
Urmează studii primare și liceale la Brașov, teologice la Sibiu și filosofice la Leipzig, în Germania, unde în anul 1888 obține doctoratul în filosofie. Între 1889-1890 este profesor la o școală particulară din București, pentru ca mai târziu, între 1889 și 1893 să devină profesor la Gimnaziul „Sf. Haralambie” din Turnu Măgurele în județul Teleorman (director, între 1889-1892), instituție pe care, de altfel, o și înființează, așa cum s-a sugerat prin adresa Ministerului Instrucțiunii Publice nr. 2757/7.06.1889. De remarcat, exact în 1889 vine aici și tatăl lui Șt. O. Iosif, adică, profesorul Ștefan Iosif, care a rămas la Gimnaziul „Sf. Haralambie” din Turnu Măgurele până în 1916, predând discipline, precum: istorie, religie, igienă, germană, „fiind numit aici cu sprijinul lui Titu Maiorescu, cu care era bun prieten” – cum ne spune Stan V. Cristea în Dicționarul scriitorilor și publiciștilor teleormăneni (Alexandria: Ed. ROCRISS, 2005, p. 239). Între 1893-1896 revine la Sibiu, unde este profesor de teologie la Seminarul Teologie „Andreian”. În 1896 este ales preot la Biserica „Sf. Nicolae” din Brașov-Schi, pentru ca în 1911 să fie ales și numit protopop ortodox român al Brașovului. În 1918, până la venirea armatei române în Brașov, a fost conducătorul Țării Bârsei, președintele Sfatului Național și al Gărzii Naționale Brașov. În anul 1921 este numit de M.A.N. inspector al Clerului Militar din România Mare.
Alte funcții ocupate au fost: președintele Consiliului și al Comitetului parohial de la Biserica Sfântul Nicolae din Brașov-Șchei, președintele Eforiei Școlare din Brașov, al Reuniunii de muzică „Gheorghe Dima” din Brașov, președintele Societății „Astra” Brașov, și deputat în Sinodul Eparhial de la Sibiu.

## Activitatea politică
Ca deputat în Adunarea Națională din 1 decembrie 1918 a fost delegat al Protopopiatului ortodox Brașov .

## Lectură suplimetară
- Daniela Comșa, Eugenia Glodariu, Maria M. Jude, Clujenii și Marea Unire, Muzeul Național Transilvania, Cluj-Napoca, 1998
- Florea Marin, Medicii și Marea Unire, Editura Tipomur, Târgu Mureș, 1993
- Silviu Borș, Alexiu Tatu, Bogdan Andriescu (coord.), Participanți din localități sibiene la Marea Adunare Națională de la Alba Iulia din 1 decembrie 1918, Editura Armanis, Sibiu, 2015